# The Tomorrow War
The Tomorrow War là một bộ phim hành động khoa học viễn tưởng quân sự của Mỹ năm 2021 do Chris McKay đạo diễn, Zach Dean viết kịch bản và Chris Pratt đóng vai chính. Phim được sản xuất bởi David Ellison , Dana Goldberg, Don Granger, David S. Goyer, Jules Daly và Adam Kolbrenner, với dàn diễn viên phụ có Yvonne Strahovski, J. K. Simmons, Betty Gilpin, Sam Richardson, Edwin Hodge, Jasmine Mathews, Ryan Kiera Armstrong và Keith Powers. Nó kể về sự kết hợp của những người lính ngày nay và thường dân được gửi đến tương lai để chiến đấu với một đội quân ngoài hành tinh.
Ban đầu được đặt để phát hành tại rạp bởi Paramount Pictures, quyền phát hành của bộ phim đã được Amazon mua lại do đại dịch COVID-19, và được phát hành kỹ thuật số vào ngày 2 tháng 7 năm 2021, qua Prime Video.

Với kinh phí 200 triệu đô la Mỹ, bộ phim là một trong những bộ phim đắt nhất ra mắt trên nền tảng phát trực tuyến. The Tomorrow War nhận được nhiều đánh giá trái chiều từ các nhà phê bình, với lời khen ngợi về ý tưởng, phân cảnh hành động và màn trình diễn (đặc biệt là Pratt và Richardson), nhưng lại bị chỉ trích vì cách thực hiện phái sinh của nó. Phần tiếp theo đang được phát triển.

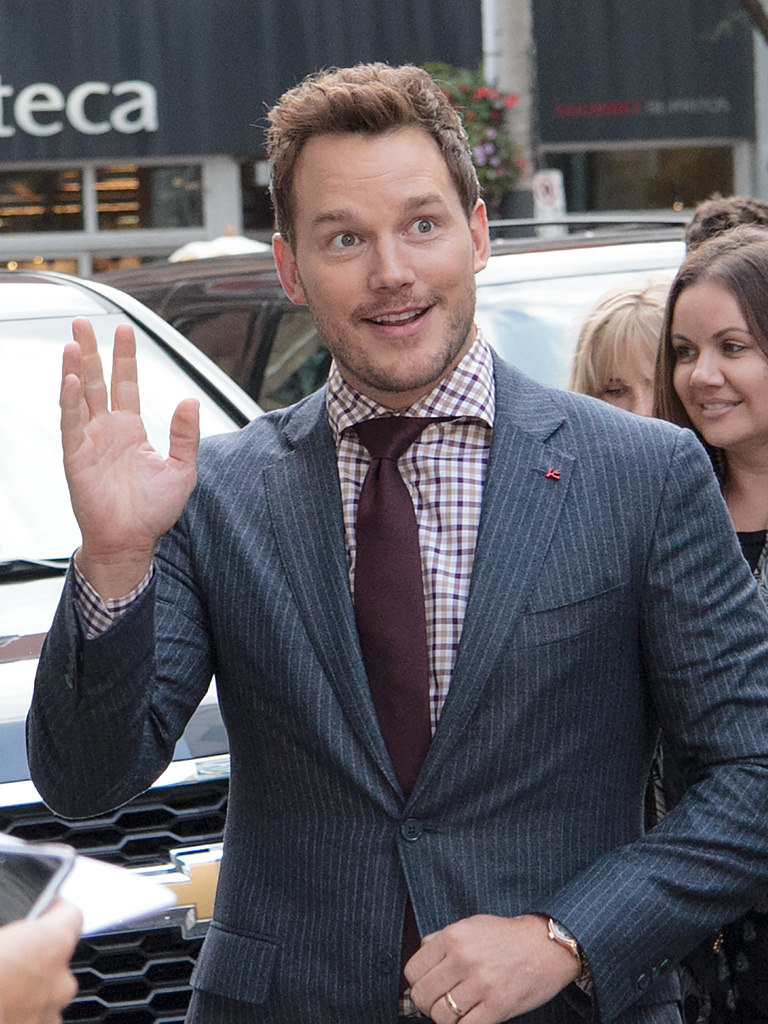
Chris Pratt – diễn viên vào vai chính James Daniel "Dan" Forester Jr. trong phim

## Nội dung
Vào tháng 12 năm 2022, giáo viên sinh học và cựu lính mũ nồi xanh Dan Forester thất vọng sau khi không kiếm được việc làm tại Phòng thí nghiệm nghiên cứu quân đội. Sau đó, trong trận đấu World Cup được truyền hình quốc tế, những người lính từ năm 2051 đến sân qua một cổng thời gian. Họ thông báo rằng vào tháng 11 năm 2048, những quái vật ngoài hành tinh được gọi là Vuốt Trắng (White Spikes) đột nhiên xuất hiện ở miền bắc nước Nga và đã quét sạch hầu hết loài người chỉ trong vòng ba năm. Thế giới ngày nay gửi quân đội của họ đến tương lai thông qua một thiết bị lỗ sâu thô sơ, được gọi là JumpLink. Rất ít quay trở lại, thúc đẩy một dự thảo quốc tế, nhưng ít hơn 20% sống sót sau bảy ngày triển khai. Dan nhận được thông báo nhập ngũ và được đeo một thiết bị băng tay tạm thời để theo dõi Dan và sẽ dịch chuyển Dan trở lại nếu anh ấy còn sống sau bảy ngày. Những người nhập ngũ được dạy rằng, cứ sau 6 ngày, bọn Vuốt Trắng lại chui vào tổ của chúng và nghỉ ngơi, được gọi là ngày Sa-bát, ngày nghỉ của chúng.
Những người nhập ngũ được cử đến chiến trường ở Bãi biển Miami đúng lúc, tuy nhiên, khi tới lượt Dan, cổng thời gian gặp trục trặc, họ bị rơi từ độ cao hàng trăm mét trên không và hầu hết đều rơi xuống đất tử vong, ngoại trừ một nhóm nhỏ đáp xuống một hồ bơi trên mái nhà của tòa nhà. Chỉ huy của họ sau đó ra lệnh cho họ giải cứu nhân viên phòng thí nghiệm gần đó trước khi khử trùng khu vực. Những người nhập ngũ phát hiện ra rằng tất cả các nhân viên phòng thí nghiệm đã chết, nhưng họ đã phục hồi nghiên cứu của họ, và chỉ Dan sống sót sau trận đánh bom lửa cùng với hai người nhập ngũ đồng nghiệp, một nhà khoa học tên là Charlie và một người nhập ngũ tên là Dorian, người đang trong đợt triển khai thứ ba. Dan thức dậy trong một căn cứ điều hành Forward ở Puerto Plata được giám sát bởi con gái ông Muri với tư cách là Đại tá. Muri nói với Dan rằng có một loại độc tố giết chết con Vuốt Trắng đực, nhưng không giết được con chúa cái, và nhờ anh giúp đỡ trong việc bắt một Vuốt Trắng cái để tinh chế chất độc gây tử vong cho chúng. Cô ấy cũng nói với Dan rằng trong quá khứ, anh ấy đã vỡ mộng sau khi không kiếm được công việc nghiên cứu của mình, ly hôn với người vợ Emmy và chết trong một vụ tai nạn ô tô khi Muri mười sáu tuổi.
Họ bắt được một con Vuốt Trắng cái nhưng bị hàng trăm con đực tấn công và trốn thoát trong gang tấc. Sau đó, họ di chuyển đến DEEPSWELL-9, một dàn khoan dầu ngoài khơi được củng cố cách Port Nelson 25 dặm về phía đông, nơi đặt cơ sở JumpLink. Muri đã thành công trong việc phát triển một loại độc tố gây chết người cho Vuốt Trắng cái, nhưng nó không thể được sản xuất hàng loạt trong khoảng thời gian đó, vì vậy cô ấy yêu cầu Dan đưa nó vào quá khứ để sản xuất nó ở đó và ngăn chặn chiến tranh. Tuy nhiên, căn cứ đã bị tràn ngập bởi những con gai trắng đực trong nỗ lực phối hợp để bảo vệ nữ hoàng của chúng, giết chết Muri, và Dan trở về quá khứ đúng lúc. Liên lạc sau đó bị mất với tương lai, cho thấy rằng JumpLink đã bị phá hủy và cuộc chiến trong tương lai đã thất bại, dẫn đến sự hoảng loạn hàng loạt trên toàn thế giới.
Dan và Emmy sau đó suy luận rằng bọn Vuốt Trắng đã đến Trái đất sớm hơn năm 2048 vì chưa bao giờ có hồ sơ về việc con tàu của họ đến. Sau khi tìm thấy tro núi lửa trên móng vuốt của người ngoài hành tinh, Dan và Charlie hỏi ý kiến học trò của Dan, Martin, một nhà nghiên cứu núi lửa nghiệp dư. Người ta xác định rằng Vuốt Trắng đã có mặt trên Trái đất ít nhất kể từ "Vụ phun trào Thiên niên kỷ" vào năm 946 sau Công nguyên. Dan dẫn đầu một nhiệm vụ đến Nga cùng với Charlie, Dorian, những người lính nhập ngũ và người cha ghẻ lạnh của anh ấy là James, một cựu chiến binh trong Chiến tranh Việt Nam. Họ tìm thấy con tàu của người ngoài hành tinh bị đóng băng trong băng bên dưới sông băng của Học viện Khoa học và phỏng đoán rằng sự nóng lên toàn cầu có thể đã giải phóng chúng trong tương lai. Ngoài ra, xác đông lạnh của một loài bò sát giống như loài ngoại lai cũng được tìm thấy trên tàu, khiến cả nhóm suy luận rằng con tàu đã bị rơi xuống Trái đất và Vuốt Trắng được coi là 'Hàng hóa" nhằm mục đích quét sạch dân bản địa khỏi một hành tinh nhằm thuộc địa. Sau đó, họ tiêm chất độc gây chết người vào một số Vuốt Trắng đang trong trạng thái ngủ say, nhưng điều này làm cho đàn Vuốt Trắng cảm nhận được mối nguy hiểm. Vì vậy, chúng nhanh chóng thoát ra khỏi kén, đánh thức những con còn lại trong đàn bắt đầu tấn công cả nhóm. Con Vuốt Trắng chúa cuối cùng cũng tỉnh dậy và trốn thoát. Dorian, mắc bệnh ung thư giai đoạn cuối, ở lại chiến đấu với các thành viên còn lại, nhưng vì số lượng Vuốt Trắng quá đông, anh và mọi người không còn lựa chọn nào khác, quyết định cho nổ tung con tàu. Còn Dan chạy ra khỏi phi thuyền, tìm James và Charlie, sau đó bọn họ cùng nhau truy đuổi con quái chúa. Sau một trận chiến ác liệt, Dan nhét chất độc chết người vào miệng quái chúa và đẩy nó xuống vực và chết.
Hài lòng khi biết rằng chiến tranh đã được ngăn chặn và nhân loại được cứu, Dan đưa James về nhà để gặp Emmy và Muri, đồng thời quyết tâm tránh những sai lầm tương tự mà Muri tương lai đã cảnh báo anh.

## Diễn viên
- Chris Pratt trong vai James Daniel "Dan" Forester Jr., một giáo viên sinh học và cựu Trung sĩ Mũ nồi xanh đã phục vụ hai chuyến công du ở Iraq
- Yvonne Strahovski trong vai Đại tá Muri Forester, con gái trưởng thành của Dan và một nhà khoa học quân sự
  - Ryan Kiera Armstrong trong vai Muri Forester lúc nhỏ
- J. K. Simmons trong vai James Daniel Forester Sr., người cha ghẻ lạnh của Dan, một người sống sót chống chính phủ, kỹ sư cơ khí và cựu chiến binh Việt Nam
- Betty Gilpin trong vai Emmy Forester, vợ của Dan và là nhà trị liệu cho những người nhập ngũ trở về
- Sam Richardson trong vai Charlie, một quân nhân có bằng Tiến sĩ về Khoa học Trái đất và Khí quyển
- Edwin Hodge trong vai Dorian, một lính nghĩa vụ bị ung thư trong chuyến công tác lần thứ ba
- Edwin Hodge trong vai Trung úy Hart, một người lính tương lai đã cảnh báo thế giới trong thời gian diễn ra World Cup
- Keith Powers trong vai Thiếu tá Greenwood, sĩ quan điều hành của Muri

Ngoài ra, Mary Lynn Rajskub và Mike Mitchell lần lượt đóng vai những người được soạn thảo là Norah và Cowan, trong khi Seth Schenall đóng vai Martin, học sinh của Dan.

## Sản xuất

### Phát triển
Bộ phim đã được Skydance Media phát triển trong vài năm khi họ thỏa thuận với nhà văn Zach Dean.
Vào ngày 13 tháng 2 năm 2019, có thông báo rằng Chris Pratt đang đàm phán để đóng vai chính trong phim và đã xác nhận rằng bộ phim sẽ do Chris McKay đạo diễn trong live-action đầu tay của anh ấy. Pratt tiết lộ rằng anh ấy cũng sẽ đóng vai trò là nhà sản xuất điều hành của bộ phim, lần đầu tiên anh ấy ra mắt với tư cách là nhà sản xuất.
Ban đầu bộ phim có tên là Ghost Draft, và được tiết lộ rằng bộ phim sẽ kể về một người chồng và người cha được nhập ngũ để chiến đấu trong một cuộc chiến trong tương lai, nơi số phận của nhân loại có thể dựa vào khả năng sửa chữa các vấn đề trong quá khứ của anh ta. Bộ phim được mô tả là một sử thi hành động khoa học viễn tưởng đen tối và đầy cảm xúc về một thế hệ những người được soạn thảo để đi đến 30 năm trong tương lai để chiến đấu trong cuộc chiến thua cuộc chống lại người ngoài hành tinh. Vì ý tưởng ban đầu cho bộ phim bị coi là quá đen tối, nên người ta quyết định xử lý nhẹ nhàng hơn, hy vọng rằng số tiền sản xuất 20 triệu đô la được yêu cầu sẽ được chấp thuận để làm một bộ phim thân thiện với gia đình hơn.
Vào ngày 18 tháng 7 năm 2019, Yvonne Strahovski đã được xác nhận sẽ tham gia dàn diễn viên của phim. J. K. Simmons, Betty Gilpin, Sam Richardson, Theo Von, Jasmine Mathews, Keith Powers cũng tham gia dàn diễn viên vào tháng 8, cùng với Mary Lynn Rajskub, Edwin Hodge, và dàn diễn viên bổ sung sẽ tham gia vào tháng 9.
Vào ngày 10 tháng 11 năm 2019, Pratt đã chia sẻ một bức ảnh về quá trình quay phim trên Instagram của anh ấy với một số diễn viên cũng xuất hiện trong phim và tiết lộ rằng Paramount Pictures đã chính thức làm lại bộ phim The Tomorrow War.
Mặc dù chưa được xác nhận nhưng có khả năng bộ phim đã đổi tên để đảm bảo việc phát hành tại Trung Quốc, do quốc gia này đã cấm một số bộ phim về ma và xác sống.

### Thiết kế quái vật Vuốt Trắng
Nhà thiết kế sinh vật Ken Barthelmey đã được xác nhận là nhà thiết kế cho người ngoài hành tinh trong phim. Vào đầu năm 2019, nhà thiết kế sản xuất Peter Wenham đã thuê anh ấy do khả năng của anh ấy đối với các tác phẩm trước đây của anh ấy. Phi hành đoàn muốn người ngoài hành tinh là những người ngoài hành tinh đáng sợ được gọi là Vuốt Trắng (White Spike). Người ngoài hành tinh được mô tả là những sinh vật hung ác tấn công và ăn thịt mọi thứ trong tầm mắt, và cần một thiết kế hấp dẫn truyền tải được sự đói khát và trí thông minh của những sinh vật này. Phi hành đoàn cũng muốn người ngoài hành tinh có những khả năng khác nhau như bơi nhanh và bay. Thông tin này cuối cùng đã đưa Barthelmey đến thiết kế cuối cùng của bộ phim. Ngoài ra, Barthelmey nảy ra ý tưởng về các xúc tu bắn gai, trở thành đặc điểm chính của thiết kế.

### Quay phim

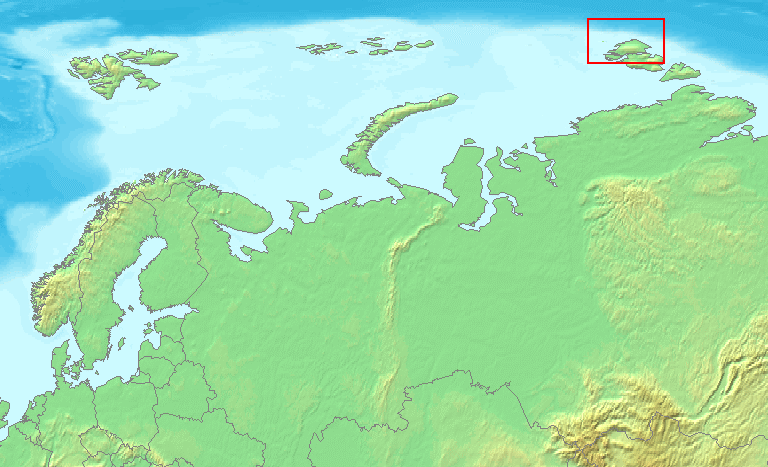
Vị trí của đảo Komsomolets, Nga – nơi phi thuyền chứa lũ quái vật trong phim bị chôn vùi trong băng tuyết. Tuy nhiên cảnh trong phim được quay ở Iceland.

Quá trình quay phim bắt đầu vào ngày 1 tháng 9 năm 2019, tại Lincolnton, Georgia, thành phố lịch sử ở Khu vực Trung tâm Sông Savannah. Phim cũng được quay tại Khu vực núi Graves vào năm 2019. Các cảnh chiến đấu mô tả một Miami trong tương lai được quay ở trung tâm thành phố Atlanta và Buckhead, Georgia, sử dụng cả CGI và pháo hoa trực tiếp để tạo bối cảnh hậu tận thế. Đạo diễn của bộ phim tiết lộ rằng ông muốn bộ phim có cảm giác chân thực hơn là quá cách điệu và quay tại địa điểm cũng như hạn chế sử dụng phông xanh, đó là lý do ông chọn Iceland cho các cảnh quay ở Nga tại sông băng Vatnajökull. Đoàn làm phim tiết lộ rằng cuối cùng họ đã quay phim trên đỉnh một sông băng. Chris Pratt tiết lộ rằng trong khi quay phim, họ được thông báo rằng một cặp đôi đã chết cóng sau khi rơi qua một khe nứt, nhưng họ vẫn quyết định mạo hiểm với hy vọng gây ấn tượng với khán giả. Phim đóng máy vào ngày 12 tháng 1 năm 2020.
Đối với hiệu ứng nhảy thời gian, Chris McKay muốn du hành thời gian của bộ phim là duy nhất trong phim. Giám sát viên VFX James Price cho biết: "Chúng tôi đã xem xét các hình ảnh về cực quang và quang cảnh Trái đất từ không gian, và tại một thời điểm, tôi đã cho xem các hình ảnh từ Kính viễn vọng Không gian Hubble vì có điều gì đó gần gũi và bí ẩn về chúng". Các nhân viên hiệu ứng hình ảnh đã quyết định tạo ra một trường lực hình thành phía trên những người nhập ngũ ngay trước khi họ kịp thời nhảy vào. Khi cỗ máy thời gian được kích hoạt, những người du hành sẽ từ từ bay lên và cuối cùng được gửi đến tương lai. Để nắm bắt được hiệu ứng này, nhóm hiệu ứng đặc biệt đã chạy thử nghiệm bằng cách sử dụng bể mây dưới nước để mô phỏng sự dịch chuyển thời gian. Tuy nhiên, Giám sát viên SFX JD Schwalm đã quyết định sử dụng một bức tường khói thực tế. Khói được tạo ra đủ dày để máy quay không thể nhìn xuyên qua và sau đó một điều phối viên đóng thế buộc các diễn viên vào dây và đưa họ bay qua bức tường khói. Các dòng điện CG đã được thêm vào trong quá trình hậu sản xuất để màn hình có thể thể hiện các diễn viên hiện thực hóa trong không khí loãng. Vào ngày 1 tháng 7 năm 2021, bộ phim được xác nhận có kinh phí sản xuất ước tính là 200 triệu USD.

## Âm nhạc
Vào ngày 6 tháng 8 năm 2020, Lorne Balfe được xác nhận là nhà soạn nhạc cho The Tomorrow War. Balfe đã hợp tác với đạo diễn Chris McKay về điểm số cho bộ phim hài hoạt hình năm 2017 The Lego Batman Movie. Album nhạc phim được phát hành vào ngày 2 tháng 7 năm 2021 bởi Milan Records.

## Phát hành
Ban đầu, bộ phim được Paramount Pictures lên kế hoạch phát hành vào ngày 25 tháng 12 năm 2020, nhưng do đại dịch COVID-19 nên bộ phim đã bị dời lại đến ngày 23 tháng 7 năm 2021, trùng với ngày phát hành của Mission: Impossible – Dead Reckoning Part One , sau đó sau đó lại rút khỏi lịch trình.
Vào tháng 1 năm 2021, Amazon Studios đang đàm phán lần cuối để mua lại bộ phim với giá khoảng 200 triệu đô la Mỹ. Vào tháng 4 năm 2021, có thông báo rằng Amazon đã chính thức mua lại bộ phim và phát hành trên Amazon Prime Video trên toàn thế giới vào ngày 2 tháng 7 năm 2021.

## Đón nhận

### Phòng vé
Vào ngày 3 tháng 9 năm 2021, bộ phim được công chiếu tại rạp ở Trung Quốc và thu về 8,1 triệu đô la Mỹ vào cuối tuần, kết thúc ở vị trí thứ hai. Đến cuối thời gian công chiếu, bộ phim thu về 19,2 triệu đô la Mỹ.

### Lượng người xem
Samba TV báo cáo rằng 2,41 triệu hộ gia đình đã xem phim từ ngày 2 đến ngày 5 tháng 7, nhiều nhất từ trước đến nay đối với Amazon Original được dịch vụ này theo dõi. Theo bản tóm tắt PostVOD của Screen Engine, điểm khán giả "đề xuất chắc chắn" cho bộ phim là 53%, so với điểm bình thường cho một tựa phim phát trực tuyến là 42%. Từ ngày 5 đến ngày 11 tháng 7, bộ phim đã thu được 1,1 tỷ phút xem theo xếp hạng của Nielsen và là video đăng ký theo yêu cầu được xem nhiều thứ 3 trong tuần, chỉ sau Virgin River (1,45 tỷ phút) và Manifest ( 1,81 tỷ phút). Bộ phim tiếp tục đứng đầu bảng xếp hạng trong những tuần tiếp theo, đạt 1,222 tỷ phút người xem từ ngày 21 đến ngày 27 tháng 7 (tương đương với khoảng 885.507 tổng số lượt xem) theo xếp hạng của Nielsen. Theo Samba TV, bộ phim đã được xem ở 5,2 triệu hộ gia đình trong 30 ngày đầu tiên ra mắt.

## Phần tiếp theo
Vào ngày 8 tháng 7 năm 2021, có thông tin cho rằng Skydance và Amazon đang thảo luận để sản xuất phần tiếp theo do thành công của bộ phim. Mục đích là để mang về đạo diễn Chris McKay, nhà biên kịch Zach Dean, và các ngôi sao Chris Pratt, Yvonne Strahovski, Betty Gilpin, Sam Richardson, Edwin Hodge và J. K. Simmons. Đã có xác nhận rằng Paramount Pictures sẽ trở lại làm nhà sản xuất phần tiếp theo. McKay cũng tiết lộ rằng anh ấy muốn khám phá sâu hơn chủng tộc ngoài hành tinh đã được giới thiệu trong phim, White Spikes, thậm chí bao gồm cả nguồn gốc của họ.